# Gela Saghiraszwili
Gela Saghiraszwili (gruz. გელა საღირაშვილი; ur. 7 listopada 1980) – gruziński zapaśnik walczący w stylu wolnym. Dwukrotny olimpijczyk. Dwunasty w Pekinie 2008 i czternasty w Atenach 2004 w kategorii 74 kg.
Ósmy na mistrzostwach świata w 2007. Wicemistrz Europy z 2007. Szósty w Pucharze Świata w 2011 roku.